# Рік ван Дронглен
Рік ван Дронглен (нід. Rick van Drongelen; нар. 20 грудня 1998, Тернезен, Нідерланди) — нідерландський футболіст, захисник турецького клубу «Самсунспор».

## Клубна кар'єра
4 грудня 2015 дебютував у складі «Спарти» в Еерстедивізі поєдинком проти «Волендаму», вийшовши на заміну на 90-ій хвилині замість Томаса Верхара. Всього в дебютному сезоні провів 15 зустрічей, в 13 з них виходив у стартовому складі, забив один м'яч. Допоміг клубу виграти чемпіонат і повернутися у вищий дивізіон.
У червні 2016 року підписав з клубом контракт терміном на три роки, до літа 2019 року. 7 серпня 2016 року Рік дебютував в Ередивізі поєдинком проти «Аякса», вийшовши в стартовому складі і провівши на полі весь матч.

## Кар'єра в збірній
Виступав за юнацькі збірні Нідерландів U-17 та U-19. Брав участь в чемпіонаті Європи 2015 серед юнаків до 17 років, зіграв на турнірі у всіх трьох матчах. Також брав участь у відбіркових поєдинках до чемпіонату Європи 2016 серед юнаків до 19 років, проте в остаточний склад збірної не потрапив.

## Досягнення
- Еерстедивізі
  -  Чемпіон (1): 2015/16

## Статистика виступів
| Сезон           | Клуб               | Змагання        | Чемпіонат | Чемпіонат | Кубок | Кубок | Збірна | Збірна | Загалом | Загалом |
| Сезон           | Клуб               | Змагання        | Ігри      | Голи      | Ігри  | Голи  | Ігри   | Голи   | Ігри    | Голи    |
| --------------- | ------------------ | --------------- | --------- | --------- | ----- | ----- | ------ | ------ | ------- | ------- |
| 2015/16         | Спарта (Роттердам) | Еерстедивізі    | 15        | 1         | 0     | 0     | –      | –      | 15      | 1       |
| 2016/17         | Спарта (Роттердам) | Еерстедивізі    | 2         | 0         | 0     | 0     | –      | –      | 2       | 0       |
| Загалом у клубі | Загалом у клубі    | Загалом у клубі | 17        | 1         | 0     | 0     | 0      | 0      | 17      | 1       |

Станом на 15 серпня 2016 року